# Современный индоевропейский
Совреме́нный индоевропе́йский — искусственный язык, разработанный в 2006 году на основе реконструированных элементов северо-западного ареала позднего индоевропейского праязыка (ареал прагерманской археологической культуры боевых топоров). Авторы сравнивают «возрождение» своего языка с возрождением из мёртвых иврита. Долгосрочной целью проекта является обучение всех граждан Европейского Союза современному индоевропейскому как второму языку и принятие его в качестве главного официального языка ЕС.

## Предшественники

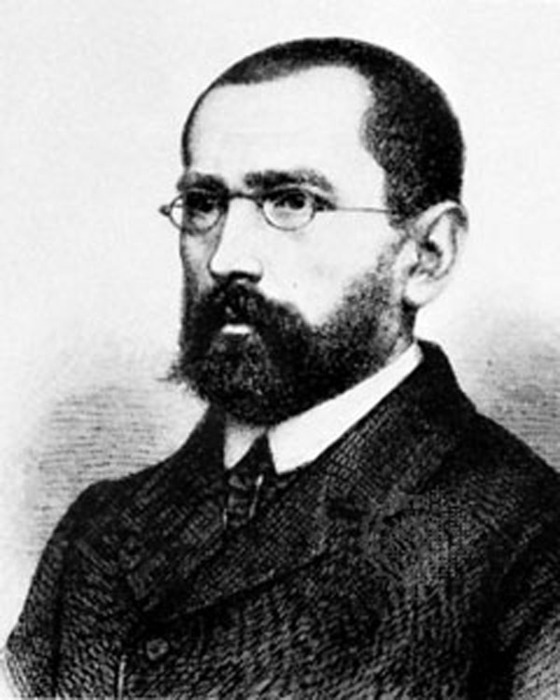
Август Шлейхер, автор первого текста на реконструированном индоевропейском праязыке

Возможностью реконструкции праиндоевропейских текстов интересовались филологи А. Шлейхер — 1868; Г. Хирт — 1939; Л. Згуста, — 1979; М. Петерс — 1985; Д. Эйдемс — 1997; И. Р. Данка — 1998; Ф. Кортланд — 2007; Р. Люр — 2008 (все они работали с текстом «Овца и кони»). Среди других текстов выделяется «Царь и бог», составленный по мотиву древнеиндийской притчи профессором Калькуттского университета Субхадрой Кумар Сеном (S. K. Sen) в 1997 году; по поводу текста С. К. Сен советовался с виднейшими индоевропеистами. Свои версии предложили У. Леман, Йоэль Арбайтман (Y. E. Arbeitman), М. Майрхофер, Яан Пухвел. Следующий шаг сделали индоевропеисты из Лодзи: профессора И. Р. Данка и K. Т. Витчак, которые с 1954 года написали многочисленные тексты на реконструированном праязыке в рамках деятельности общества Клан Аусры (см. ПИЕ *H₂eusōs заря, рассвет).
Тема реконструкции индоевропейского праязыка становится популярной и у лингвистов-любителей. В 1980 году историк права Герхард Кёблер обобщил известную ему литературу в праиндоевропейском словаре (секция Vorwort изданий 1982, 2006 и 2013 года описывает и грамматику). В 1989—1991 году был опубликован международный вспомогательный язык Уропи, основанный на корнях 27 современных и древних индоевропейских языков. Позже, примерно одновременно с современным индоевропейским, разработаны и другие (упрощённые) искусственные языки, основанные на ПИЕ: Dingwa и Самбахса. С 1996 по 2007 год зарегистрировано ещё пять проектов, разработанных под влиянием индоевропейской реконструкции. В 2008 году описание реконструированного индоевропейского праязыка признано избранной статьёй немецкоязычной Википедии.

## История создания
Начало современному индоевропейскому, как интерлингвистическому проекту, положил в 2004 году лингвист-любитель и полиглот Карлос Килес.
В 2005 году он и Мария Тереса Баталья Кальвин (оба ныне преподаватели Академии Библос в Бадахосе, Эстремадура), при поддержке четырёх преподавателей (DPhil L. F. de la Macorra, DPhil M. A. Muñoz, DPhil N. Vermeulen, DPhil F. Batalla), основали группу Dnghu, что значит «язык» на современном индоевропейском.
В 2006 году были запущены сайты и осуществлена публикация «Europaio: Краткая грамматика европейского языка» на английском языке. 19 мая проект был удостоен одного из шести призов регионального правительства и университета на инновационном конкурсе предпринимательства.
В 2007 году грамматика переведена на испанский язык, появились публикации о проекте в центральных испанских СМИ. Выпущена, за подписями Карлоса Килеса и инженера, полиглота, магистра-индоевропеиста Фернандо Лопеса-Менчеро Диеса (Fernando López-Menchero Díez), вторая редакция грамматики языка под новым названием: «Современный индоевропейский». Ассоциация Dnghu зарегистрирована в качестве некоммерческой организации. Опубликованы первые тексты на современном индоевропейском.
В 2008 году продолжалась работа по переводу текстов (в частности фрагментов Библии). Язык был представлен на «Форуме языков и культур мира» в Тулузе. Началась рассылка печатных копий грамматики в публичные библиотеки Европы; созданы компьютерные словари-переводчики, блоги и сайт Eurōpājóm.
В 2009 году был начат проект уроков современного индоевропейского; печатные копии грамматики направлены в США, продолжается и замена её на всё более новые версии; разработаны и выложены этимологический и трехъязычный (реконструкция, латинский, английский и современный индоевропейский) словари на более чем 3000 слов; объявлено о плате возможным переводчикам грамматики на немецкий, французский, испанский и итальянские языки.
В апреле 2011 года вышла третья редакция грамматики.
В 2012 году выход фильма «Прометей», в эпизодах которого используется реконструкция праиндоевропейского языка, и последовавший всплеск интереса к этом языку побудил авторов выпустить в октябре новую версию своей грамматики, лишь частично обновлённую, дополненную специальным анализом «Языка предков» (англ. Ancestral Language), использованного в картине, — «Грамматику современного индоевропейского. Прометеево издание».
В 2013 году в Интернете и в печатной версии опубликован «Предварительный синтаксис современного индоевропейского» Фернандо Лопеса-Менчеро. Книга содержит сотни предложений и словосочетаний, описывая большое разнообразие жизненных ситуаций и синтаксических структур, необходимых для того, чтобы начать говорить на древнем языке поздних праиндоевропейцев. Книга оформлена в виде двух столбцов: на современном индоевропейском и английском языках, что позволяет читателю, новичку или специалисту в индоевропеистике, знакомиться со словами и грамматикой во время изучения синтаксиса. Один из читателей, после более чем года работы, предоставил ассоциации Dnghu полный перевод третьей редакции «Грамматики современного индоевропейского» на испанский язык. Ассоциация проверяет, можно ли вставить эти испанские куски в оригинальный английский формат. Ещё один читатель продолжает работать над французской версией книги.

## Описание языка
Авторы отличают свой язык — современный индоевропейский, дополненный кальками с латинского, древнегреческого и других индоевропейских (sindhueurōpājóm) языков от гипотетически существовавшего в доисторическое время диалектного континуума — праиндоевропейского (prāmosindhueurōpājóm) .
Авторы грамматики обстоятельно анализируют существующие на сегодня гипотезы о древней истории индоевропейских народов и стараются придерживаться лишь наиболее широко признанных концепций и датировок.

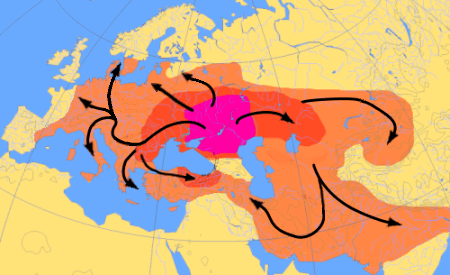
Розовым цветом обозначена прародина индоевропейцев согласно курганной гипотезе. Красным обозначено распространение индоевропейцев к середине III тысячелетия до н. э. Оранжевым закрашена территория, занятая индоевропейцами к 1000 году до н. э.

В качестве гипотетической основы современного индоевропейского избран диалект северо-западных индоевропейцев (СЗИЕ) середины III тысячелетия до н. э. — археологически соответствующий ряду культур бронзового века: Боевых топоров, Унетицкой, Жуцевской, Фатьяновской и Среднеднепровской. Таким образом, язык является реконструкцией языка-предка возрастом в 4,5 тысячи лет, от которого происходят славянские, балтские, германские, кельтские, италийские языки, а также, возможно, некоторые древние языки Европы (мессапский, венетский, лигурский, либурнский, лузитанский) и тохарский.
Название Eurōpājā́ Dn̥ghwā, либо же — Eurōpājóm «Европейское» (среднего рода) обусловлено тем, что носители древнего языка-прототипа 3-5 тысяч лет назад уже заселяли бо́льшую часть Европы, а носители современных языков, происходящих от него, составляют подавляющее большинство населения Европы.

### Диалекты
Грамматика языка сопровождается справкой по фонетическому и морфологическому своеобразию диалектов, так что согласно заявлениям авторов, при желании можно изучать реконструированный язык в любом из этих особых вариантов, опираясь лишь на стандартную грамматику и применяя к ней диалектные отличия.

#### Более ранние диалекты
Восстановление более ранних стадий считается авторами современного индоевропейского менее надёжным. Тем не менее, возможно реконструировать:
- праиндоевропейский язык (ПИЕ) — реконструкция, соответствующая предполагаемому индоевропейскому языку-предку на стадии его разделения с праанатолийской ветвью (6-4,5 тысячи лет назад); отсылки к ПИЕ встречаются в грамматике достаточно часто, он рассматривается как ранняя стадия развития СЗИЕ (и других родственных диалектов);
- праиндохеттский язык — самая древняя стадия единства праиндоевропейского и праанатолийского языков (7-5 тысяч лет назад), реконструируемая лишь в общих чертах, поскольку среди исследователей отсутствует консенсус по многим вопросам его морфологии и фонетики; праиндохеттский иногда упоминается в грамматике для прояснения истории тех или иных явлений в ПИЕ.

#### Иные диалекты позднего индоевропейского
Согласно признанной авторами современного индоевропейского модели развития праязыка, 4,5 тысячи лет назад существовала уже вполне обособившаяся от ПИЕ хетто-лувийская ветвь, а сам ПИЕ распался на два основных диалекта: северный и южный. Северный диалект некоторое время ещё сохранял относительное единство (причём его основным вариантом являлся северо-западный, на котором и основывается современный индоевропейский). Южные же диалекты к концу III тысячелетия до н. э. разошлись уже до стадии независимых праязыков. В грамматике в общих чертах рассматриваются следующие диалекты:
- общеанатолийский язык — предок языков хетто-лувийской ветви, отделившийся от ПИЕ раньше всех других известных языков;
- праиндоиранский язык (он же «праарийский») — один из южных диалектов, предок многочисленных индо-иранских языков; вероятно, именно на близком к этой реконструкции языке говорили строители Аркаима;
- прагреческий язык — один из южных диалектов, являющийся предком греческого.

Вероятно, от южных диалектов происходит и ряд древнебалканских языков (фригийский, иллирийские, фракийский, дакский, пеонийский, древнемакедонский).

#### Европейские диалекты после распада северо-западного диалекта
К концу II тысячелетия до н. э. (то есть 3 тысячи лет назад) единый северо-западный индоевропейский распадается на ряд праязыков, в которых уже можно видеть непосредственных предков современных групп европейских языков. В грамматике в общих чертах рассматривается возможная реконструкция в качестве поздних европейских диалектов следующих древних языков:
- прабалтославянский язык
- прагерманский язык
- пракельтский язык
- праиталийский язык

#### Искусственные диалекты
Создатели современного индоевропейского предполагают возможность параллельного развития в будущем и искусственных языков других авторов, соответствующих разным стадиям и ветвям развития древнего языка (как реальным, так и гипотетическим). Для всей совокупности таких диалектов также может использоваться термин современный индоевропейский (ópitjom sindhueurōpājóm).
Примером искусственного языка, не приближенного непосредственно к какому-то определённому реально-историческому состоянию праиндоевропейского, однако непосредственно основанного на нём, может служить «язык предков» из фильма «Прометей».

### Алфавит и произношение
Разработчики языка приняли гипотезу двух рядов гуттуральных. Ларингальные в СЗИЕ исчезли, вызвав образование долгих гласных. Кроме букв для звуков, реконструируемых для праязыка, содержит некоторые буквы и диграфы для точной записи заимствований в современный индоевропейский из греческого и других индоевропейских языков.
Разработчики предусмотрели возможность записи языка в любой графике, применяемой для записи современных индоевропейских языков, а именно: латиница, кириллица, греческий и армянский алфавиты, арабо-персидская письменность и деванагари.
Поскольку до настоящего момента «Грамматика современного индоевропейского» публиковалась только на западноевропейских языках, основанных на латинице, большинство надписей делаются латинским вариантом графики.

#### Гласные
В современном индоевропейском языке 14 гласных: 5 кратких (а, о, у, э, и), 5 соответствующих им долгих (обозначаются макроном) и 4 вокализованные согласные (р̥, л̥, м̥, н̥). Вокализованные согласные, как и гласные, являются слогообразующими.
В Предварительном синтаксисе используется также буква Ә, ə для звука шва.
В многосложных словах указывается ударение, за исключением того случая, когда оно падает на предпоследний слог. В случае отсутствия в раскладке диакритических знаков, а также для скорости письма, долгота гласных и ударение могут упускаться, а вокализованные согласные р̥, л̥, м̥, н̥ писа́ться как простые согласные р, л, м, н.
Долгота гласных последовательно различается при произношении и может служить в некоторых случаях, как и ударение, смыслоразличительным признаком.
Ударение в реальном праиндоевропейском, вероятно, было тоновым либо тоново-динамическим, но в современном языке предлагается использовать более близкое современным европейцам динамическое.
| Фонема | Греческим алфавитом | Латиницей | Персидской разновидностью арабского | Армянским алфавитом | Кириллицей | Абугидой Деванагари |
| [a]    | Α α                 | A a       |                                     | Ա ա                 | А а        | अ                   |
| [e]    | Ε ε                 | E e       |                                     | Ե ե                 | E e        | ए                   |
| [o]    | Ο ο                 | O o       |                                     | Ո ո                 | О о        | ओ                   |
| [aː]   | Ᾱ ᾱ                 | Ā ā       | ﺍ                                   | Ա ա                 | А̄ а̄        | आ                   |
| [eː]   | Η η                 | Ē ē       |                                     | Է է                 | Е̄ е̄ / Ѵ ѵ  | ऐ                   |
| [oː]   | Ω ω                 | Ō ō       |                                     | Ո ո                 | О̄ о̄ / Ѡ ѡ  | औ                   |
| [i]    | Ι ι                 | I i       |                                     | Ի ի                 | И и / І і  | इ                   |
| [iː]   | Ῑ ῑ                 | Ī ī       | ی                                   | Ի ի                 | Ӣ ӣ / И и  | ई                   |
| [u]    | Υ υ                 | U u       |                                     | Ւ ւ                 | У у        | उ                   |
| [uː]   | Ῡ ῡ                 | Ū ū       | و                                   | Ւ ւ                 | Ӯ ӯ / Ꙋ ꙋ  | ऊ                   |
| [r̥]    | Ρ ρ                 | R̥ r̥       | ﺭ                                   | Ռ ռ                 | Р̥ р̥        | ऋ (ॠ)               |
| [l̥]    | Λ λ                 | L̥ l̥       | ل                                   | Լ լ                 | Л̥ л̥        | ऌ(ॡ)                |
| [m̥]    | Μ μ                 | M̥ m̥       | م                                   | Մ մ                 | М̥ м̥        | म                   |
| [n̥]    | Ν ν                 | N̥ n̥       | ن                                   | Ն ն                 | Н̥ н̥        | ण                   |

#### Согласные
| Фонема | Греческим алфавитом | Латиницей | Персидской разновидностью арабского | Армянским алфавитом | Кириллицей  | Абугидой Деванагари |
| [p]    | Π π                 | P p       | پ                                   | Պ պ                 | П п         | प                   |
| [b]    | Β β                 | B b       | ﺏ                                   | Բ բ                 | Б б         | ब                   |
| [bh]   | Βη βη               | Bh bh     | ﺏﻌ                                  | Բհ բհ               | Бх бх       | भ                   |
| [t]    | Τ τ                 | T t       | ﺕ                                   | Տ տ                 | Т т         | त                   |
| [th]   | Θ θ                 | Th th     | ﻌﺕ                                  | Թ թ                 | Тх тх       | थ                   |
| [d]    | Δ δ                 | D d       | ﺩ                                   | Դ դ                 | Д д         | द                   |
| [dh]   | Δη δη               | Dh dh     | ذ                                   | Դհ դհ               | Дх дх       | ध                   |
| [k]    | Κ κ                 | K k       | ک                                   | Կ կ                 | К к         | क                   |
| [kh]   | Χ χ                 | Kh kh     | کﻌ                                  | Ք ք                 | Кх кх       | ख                   |
| [g]    | Γ γ                 | G g       | گ                                   | Գ գ                 | Г г         | ग                   |
| [gh]   | Γη γη               | Gh gh     | گﻌ                                  | Գհ գհ               | Гх гх       | घ                   |
| [kw]   | Ϙ ϙ                 | Q q       | ق                                   | Ք ք                 | Къ къ / Ҁ ҁ | क                   |
| [gw]   | Γγ γγ               | C c       | ﻍ                                   | Ղ ղ                 | Гъ гъ / Ꙅ ꙅ | ग                   |
| [gwh]  | Γγη γγη             | Ch ch     | ﻍﻌ                                  | Ղհ ղհ               | Гъх гъх     | घ                   |
| [h]    | Η η                 | H h       | ﻩ                                   | Հ հ                 | Х х         | ह                   |
| [j]    | Ι ι (J ϳ)           | J j       | ی/ژ                                 | Յ յ, Ի ի            | Й й / Ј ј   | य                   |
| [w]    | Ϝ ϝ                 | W w       | و                                   | Ւ ւ                 | Ў ў         | व                   |
| [r]    | Ρ ρ                 | R r       | ﺭ                                   | Ռ ռ                 | Р р         | र                   |
| [l]    | Λ λ                 | L l       | ل                                   | Լ լ                 | Л л         | ल                   |
| [m]    | Μ μ                 | M m       | م                                   | Մ մ                 | М м         | म                   |
| [n]    | Ν ν                 | N n       | ن                                   | Ն ն                 | Н н         | न                   |
| [s]    | Σ σ ς               | S s       | ﺱ                                   | Ս ս                 | С с         | स                   |

### Существительные
Парадигмы склонения

#### На *-ā-
ekwā «лошадь», 
| Падеж | Единственное число | Множественное число |
| И.    | ekwā               | ekwās               |
| Р.    | ekwās              | ekwām               |
| Д.    | ekwāi              | ékwābhos            |
| В.    | ekwām              | ekwāns              |
| Зв.   | ekwā               |                     |
| Отл.  | ekwād              | ékwābhos            |
| Тв.   | ékwābhi            | ékwābhis            |
| М.    | ekwāi              | ékwāsu              |
|       |                    |                     |

#### На *-ō-
wḷqo- «волк»
| Падеж | Единственное число | Множественное число |
| И.    | wḷqos              | wḷqōs               |
| Р.    | wĺqosjo            | wḷqōm               |
| Д.    | wḷqōi              | wĺqobhos            |
| В.    | wḷqom              | wḷqons              |
| Зв.   | wḷqe               |                     |
| Отл.  | wḷqōd              | wĺqobhos            |
| Тв.   | wḷqō               | wḷqōis              |
| М.    | wḷqoi              | wĺqōisu             |
|       |                    |                     |

#### На *-ī,-ū-
sūnú- «сын»
| Падеж | Единственное число | Множественное число |
| И.    | sūnús              | sūnewes             |
| Р.    | sūnéus             | sūnewom             |
| Д.    | sūnéwei            | sūnubhos            |
| В.    | sūnúm              | sūnúns              |
| Зв.   | sūnéu              |                     |
| Отл.  | sūnéus             | sūnubhos            |
| Тв.   | sūnewē             | sūnubhis            |
| М.    | sūnḗu              | sūnubhis            |
|       |                    |                     |

#### На согласный
pod- «нога»
| Падеж | Единственное число | Множественное число |
| И.    | pods               | podes               |
| Р.    | pedós              | pedóm               |
| Д.    | pedéi              | pedbhós             |
| В.    | podṃ               | podṇs               |
| Зв.   | pod                |                     |
| Отл.  | pedós              | pedbhós             |
| Тв.   | pedbhí             | pedbhí              |
| М.    | pedí               | pedsó               |
|       |                    |                     |

### Примеры языка
| Эй /алло / привет                        | álā / ghéuse                               |
| Добро пожаловать                         | crātós / súcṃtos tū                        |
| Добрый день                              | látom āsúm                                 |
| Доброе утро                              | wḗsrom āsúm                                |
| Добрый вечер                             | wésprom āsúm                               |
| Спокойной / доброй ночи                  | nóqtim āsúm                                |
| Как ты / Вы ?                            | qótā walḗiesi?                             |
| (у меня всё) нормально                   | walḗiō sū                                  |
| Как тебя / Вас зовут?                    | qótā kluwḗiesi?                            |
| Как твоё / Ваше имя?                     | qid ésti tébhei nṓmn?                      |
| Меня зовут Петром                        | kluwḗiō Pétros                             |
| Моё имя — Пётр                           | méghei Pétros nṓmn                         |
| Приятно познакомиться (с тобой / Вами)   | gaudhḗiō tewe gnṓtim                       |
| Пожалуйста / прошу Вас                   | chédhō                                     |
| Спасибо                                  | méitimoms / móitmom                        |
| Это тебе (Вам) / Пожалуйста              | prijḗsna / prósēdiom (tébhei ágō)          |
| Благодарю тебя (Вас)                     | prijḗiō téwom                              |
| Вот, господин                            | ésti sū, pótei                             |
| Простите                                 | ṇgnṓdhi                                    |
| Извините меня                            | párke                                      |
| Жаль / извините                          | késdō                                      |
| Ничего / пустое                          | mē koisā́ie                                 |
| Пока, дорогая                            | sḷwḗj, prijótṃā                            |
| Да                                       | dā / jái / ne-(ghi)                        |
| Конечно / разумеется                     | nem-pe / íta tod                           |
| Нет                                      | nē / néi                                   |
| Именно                                   | tágteī                                     |
| Слушай(те) / Внимание!                   | próbhoudhos                                |
| Где здесь выход?                         | qódhei dhwéris?                            |
| Вот что я прошу                          | kéi ésti jod pṛkskóm                       |
| Что это?                                 | qid (ésti) tod?                            |
| Это еда                                  | pitús tod (ésti)                           |
| Который час?                             | qid ésti dáitis?                           |
| (Это) правда                             | wḗrom tod                                  |
| Очень хорошо / превосходно               | bhódistom / bhódsṃom                       |
| Всё хорошо                               | sólwa sū (ágontor)                         |
| Сколько тебе (Вам) лет?                  | qótobhos átnobhos tū?                      |
| Мне десять лет                           | dékṃ gnātós ésmi                           |
| Ты говоришь (Вы говорите) по-европейски? | bhā́soi (bhásoi) an Eurōpáiom?              |
| Немного говорю                           | páukolom bhā́moi                            |
| Не понимаю тебя (Вас)                    | nē téwom péumi                             |
| Скажите                                  | séqe-moi qid kṇsḗiāsi                      |
| Не знаю                                  | nē wóida                                   |
| Замолчи(те)                              | takḗj (takḗie)                             |
| Сядь(те)                                 | sg. sísde / pl. sísdete                    |
| Иди(те) сюда                             | cémj' (cémie) kóm-ke                       |
| Я ухожу                                  | nū ghénghō kom                             |
| Где работаете, учитесь?                  | qóterom ghléndhesi an drā́iesi?             |
| Устал(и)?                                | ésti lachḗionti?                           |
| Люблю женщин                             | lubhḗiō pélū dhḗmonāns / cénāns            |
| Напиши(те) здесь свой (Ваш) адрес        | déikom skréibhe kéi téwe                   |
| Я живу на улице Главной                  | Stóighei Magnéi céiwō / trébhō             |
| Мы с Лукрецией друзья                    | Lukrétjā égō-qe ámeikes smés / ámeike swes |
| Кошка в саду мяукает                     | káttā ghórtei mijalúti                     |
| Собака укусила кошку                     | káttām mordḗieti kwōn                      |
| Женщина гуляет с кошкой                  | káttā dhḗmonā alā́ietoi                     |
| Вижу голову кошки                        | káttās dṛ́kō ghébhlām                       |
| Где поезд?                               | qódhei ésti dóuknom?                       |
| Поезд — здесь                            | dóuknom (ésti) kéi                         |
| Хочу рыбу кушать                         | wélmi pískim ghóstum                       |
| Хочешь спать со мной?                    | wélsi mójo swéptum?                        |
| Да, хочу                                 | jái, móksi gheríjai                        |
| Нет, от тебя пахнет                      | nē, smérdesi / bhragrā́iesi dus             |
| Уф, горячо!                              | qām kḷḗieti!                               |
| Брр, холодно!                            | qām srīgḗieti!                             |
| Я каждый день хожу купаться на озеро     | láqom eími dhóchei snā́tum qā́qei            |

## Внешние источники
Сайт Academia Prisca